# Nekrolog März 2021
Nekrolog
◄◄
| ◄
| 2017
| 2018
| 2019
| 2020
| 2021 | 2022 | 2023 | 2024 | 2025
Januar |
Februar |
März |
April |
Mai |
Juni |
Juli |
August |
September |
Oktober |
November |
Dezember 2021
Weitere Ereignisse | Allgemeiner Nekrolog 2021
Die Beschreibung der verstorbenen Person sollte so kurz wie möglich gehalten sein und nur deren signifikante Tätigkeit(en) enthalten.
Neue Namen ggf. auch unter dem Geburts- und Sterbedatum, also etwa unter 1. Januar und im Geburts- und Sterbejahr (2024) eintragen (nur bei entsprechender großer Wichtigkeit). Für Beispiele siehe die schon vorhandenen Artikel.
Außerdem über die fünf zuletzt Verstorbenen, zu denen es einen ausreichend guten Artikel für eine Präsentation auf der Hauptseite gibt, nach der todesbedingten Überarbeitung der Artikel ggf. auch unter Wikipedia Diskussion:Hauptseite informieren und sie am besten auch in den anderen Wikipedia-Sprachversionen eintragen. Tipp: Regelmäßig bei news.google.de nach „ist tot“, „gestorben“ oder „verstorben“ suchen.
Wenn eine Person gestorben ist, gibt es viele Seiten zu dieser Person in der Wikipedia, die davon auch betroffen sind und entsprechend aktualisiert werden müssen. Beispiele: Namenübersichtsseite, Geburtsjahr, Geburtsort-Seiten und viele mehr.
Wie finde ich die betroffenen Seiten?
Im Suchfeld auf der linken Seite gibt man den Suchbegriff so ein: „Vorname Nachname“. Dann klickt man auf Volltext und alle Seiten mit entsprechendem Suchtext werden aufgerufen. Hier sieht man dann schnell, wo auch das Todesjahr Sinn macht oder sogar ein Teil des Artikels angepasst werden muss. Auch hilft das „Werkzeug“ auf der linken Seite sehr gut, um solche Seiten aufzufinden: „Links auf diese Seite“. Somit ist die Wikipedia wieder aktuell in allen Bereichen! Hinweis: bei Eintragung der Kategorie „Gestorben JAHR“ wird der Missbrauchsfilter 49 ausgelöst, was jedoch nicht schlimm ist. Siehe: Spezial:Missbrauchsfilter/49
Dies ist eine Liste von im März 2021 verstorbenen bekannten Persönlichkeiten. Die Einträge erfolgen innerhalb der einzelnen Daten alphabetisch sortiert. Tiere sind im Nekrolog für Tiere zu finden.

## März
Bearbeitungshinweis: Neue Todesfälle bitte nach Tagen geordnet eintragen. Die Todesfälle desselben Tages bitte in alphabetischer Reihenfolge absteigend einfügen.
| Tag      | Name                               | Beruf, bekannt als                                                          | Alter | Beleg      |
| -------- | ---------------------------------- | --------------------------------------------------------------------------- | ----- | ---------- |
| 31. März | Arlindo Barbeitos                  | angolanischer Schriftsteller und Historiker                                 | 80    |            |
| 31. März | Tamara Chikunova                   | usbekische Menschenrechtlerin                                               | 73    |            |
| 31. März | Anzor Erkomaishvili                | georgischer Musikwissenschaftler, Sänger und Komponist                      | 81    |            |
| 31. März | Kamal al-Ganzuri                   | ägyptischer Politiker                                                       | 88    |            |
| 31. März | Ivan Klajn                         | jugoslawischer bzw. serbischer Linguist und Übersetzer                      | 84    |            |
| 31. März | Lothar Löhr                        | deutscher Artist                                                            | 91    |            |
| 31. März | Mary Mullarkey                     | US-amerikanische Juristin                                                   | 77    |            |
| 31. März | Günter Pappenheim                  | deutscher Widerstandskämpfer                                                | 95    |            |
| 31. März | Erwin Piechowiak                   | deutscher Fußballspieler                                                    | 84    |            |
| 31. März | Jozef Podprocký                    | slowakischer Komponist                                                      | 76    |            |
| 31. März | Alfred Puck                        | deutscher Ingenieur                                                         | 94    |            |
| 31. März | Michael Reidy                      | US-amerikanischer Politiker und Sportfunktionär                             | 75    |            |
| 31. März | Hans Rothe                         | deutscher Philologe und Slawist                                             | 92    |            |
| 31. März | Thomas Saisi                       | kenianischer Leichtathlet                                                   | 75    |            |
| 31. März | Izabella Sierakowska               | polnische Politikerin                                                       | 74    |            |
| 31. März | Fabriciano Sigampa                 | argentinischer Erzbischof                                                   | 84    |            |
| 31. März | Jean-Pierre Tafunga Mbayo          | kongolesischer Erzbischof                                                   | 78    |            |
| 31. März | Arkadi Ter-Tadewosjan              | armenischer Militär und Politiker                                           | 81    |            |
| 31. März | Michail Widenow                    | bulgarischer Linguist                                                       | 80    |            |
| 31. März | Karl Wilfing                       | österreichischer Politiker                                                  | 87    |            |
| 31. März | Jadwiga Wysoczanská-Štrosová       | tschechoslowakische Opernsängerin                                           | 93    |            |
| 31. März | Carlos Pedro Zilli                 | brasilianischer Bischof                                                     | 66    |            |
| 31. März | Jürgen Unshelm                     | deutscher Veterinär                                                         | 87    |            |
| 31. März | Inger-Marie Ytterhorn              | norwegische Politikerin                                                     | 79    |            |
| 31. März | Yehezkel Zakai                     | israelischer Politiker                                                      | 88    |            |
| 31. März | Marjatta Zein                      | finnisch-österreichische Künstlerin                                         | 72    |            |
| 30. März | Holger Astrup                      | deutscher Politiker                                                         | 72    |            |
| 30. März | Jean-Christophe Balouet            | französischer Paläontologe und Umweltforensiker                             | 64    |            |
| 30. März | Olaf Bunke                         | deutscher Mathematiker und Statistiker                                      | 85    |            |
| 30. März | Enrico Clementi                    | italienischer Chemiker                                                      | 89    |            |
| 30. März | Myra Frances                       | britische Schauspielerin                                                    | 78    |            |
| 30. März | Harry Kooperstein                  | US-amerikanischer Fernsehregisseur und -produzent                           | 79    |            |
| 30. März | Gordon Liddy                       | US-amerikanischer Sicherheits- und Regierungsbeamter                        | 90    |            |
| 30. März | John C. Martin                     | US-amerikanischer Manager und Chemiker                                      | 69    |            |
| 30. März | Slavko Matić                       | jugoslawischer bzw. kroatischer Forstwissenschaftler                        | 83    |            |
| 30. März | Gertrud Seehaus                    | deutsche Schriftstellerin                                                   | 86    |            |
| 30. März | Maria Wellershoff                  | deutsche Autorin                                                            | 98    |            |
| 30. März | Henning von Bruchhausen            | deutscher Maschinenbauingenieur                                             | 89    |            |
| 30. März | Willmut Zschunke                   | deutscher Elektroingenieur                                                  | 81    |            |
| 29. März | Ottomar Borwitzky                  | deutscher Cellist                                                           | 90    |            |
| 29. März | Constantin Brodzki                 | belgischer Architekt                                                        | 96    |            |
| 29. März | Ralf Cremer                        | deutscher Karnevalist                                                       | 75    |            |
| 29. März | Bashkim Fino                       | albanischer Politiker                                                       | 58    |            |
| 29. März | Heiner Halberstadt                 | deutscher Politiker                                                         | 92    |            |
| 29. März | Aleksandar Joksimović              | jugoslawischer Modeschöpfer                                                 | 87    |            |
| 29. März | Robert Opron                       | französischer Automobildesigner                                             | 89    |            |
| 29. März | Jürgen Pfeiffer                    | deutscher Politiker                                                         | 80    |            |
| 29. März | Ferdinand Schladen                 | deutscher Leichtathlet                                                      | 81    |            |
| 29. März | David A. Shirley                   | US-amerikanischer Chemiker                                                  | 86    |            |
| 29. März | Carlo Willeit                      | italienischer Politiker                                                     | 78    |            |
| 28. März | Marisa Ferretti Barth              | kanadische Politikerin                                                      | 89    |            |
| 28. März | Olgierd Buczek                     | polnischer Sänger                                                           | 89    |            |
| 28. März | Malcolm Cecil                      | britisch-US-amerikanischer Bassist, Synthesizer-Entwickler und Produzent    | 84    |            |
| 28. März | Bert de Vries                      | US-amerikanischer Archäologe                                                | 81    |            |
| 28. März | Ingmar Glanzelius                  | schwedischer Saxophonist und Musikkritiker                                  | 93    |            |
| 28. März | Christof Heyns                     | südafrikanischer Rechtswissenschaftler                                      | 62    |            |
| 28. März | Hans-Joachim Jentsch               | deutscher Jurist und Politiker                                              | 83    |            |
| 28. März | Juventino Kestering                | brasilianischer Bischof                                                     | 74    |            |
| 28. März | Jean Langenheim                    | US-amerikanische Biologin                                                   | 95    |            |
| 28. März | Brian Morton                       | britischer Biologe                                                          | 78    |            |
| 28. März | Walter H. Pehle                    | deutscher Verlagslektor                                                     | 80    |            |
| 28. März | Didier Ratsiraka                   | madagassischer Politiker                                                    | 84    |            |
| 28. März | Bobby Schmautz                     | kanadischer Eishockeyspieler                                                | 76    |            |
| 28. März | Constantin Simirad                 | rumänischer Politiker                                                       | 79    |            |
| 28. März | Babani Sissoko                     | malischer Unternehmer und Politiker                                         | 79    |            |
| 28. März | Frank Tirro                        | US-amerikanischer Musikhistoriker                                           | 85    |            |
| 28. März | Enrico Vaime                       | italienischer Autor                                                         | 85    |            |
| 28. März | Siegfried Warwel                   | deutscher Chemiker und Hochschullehrer                                      | 81    |            |
| 28. März | José Antonio Urquijo               | chilenischer Radrennfahrer                                                  | 60    |            |
| 28. März | Akira Wada                         | japanischer Fusion- und Jazzmusiker                                         | 64    |            |
| 27. März | Ernest Brandewie                   | US-amerikanischer Ethnologe                                                 | 90    |            |
| 27. März | Bertil Edlund                      | schwedischer Wirtschaftsprüfer und Stifter                                  | 87    |            |
| 27. März | Peter Fox                          | australisch-US-amerikanischer Geoinformatiker                               | 61    |            |
| 27. März | Peter Fürstenau                    | deutscher Psychotherapeut                                                   | 90    |            |
| 27. März | Claude Janssen                     | französischer Manager                                                       | 91    |            |
| 27. März | Petr Kellner                       | tschechischer Unternehmer                                                   | 56    |            |
| 27. März | Barry King                         | britischer Zehnkämpfer                                                      | 75    |            |
| 27. März | Karl Kling                         | deutscher Bauingenieur und Politiker                                        | 92    |            |
| 27. März | Gert König                         | deutscher Bauingenieur                                                      | 86    |            |
| 27. März | Robert Münster                     | deutscher Musikwissenschaftler                                              | 93    |            |
| 27. März | Patrick O’Malley                   | irischer Politiker                                                          | 77    |            |
| 27. März | Odirlei Pessoni                    | brasilianischer Bobfahrer                                                   | 38    |            |
| 27. März | Mahbubur Rahman                    | bangladeschischer Politiker                                                 | 81    |            |
| 27. März | Shin Choon-ho                      | südkoreanischer Unternehmer                                                 | 91    |            |
| 27. März | Aileen Stockdale                   | britische Geographin                                                        | 56    |            |
| 27. März | Sarah Whitmore                     | britische Dressurreiterin                                                   | 89    |            |
| 27. März | Tom Wouters                        | belgischer Jazzmusiker                                                      | 49    |            |
| 26. März | Mike Bell                          | US-amerikanischer Baseballspieler                                           | 46    |            |
| 26. März | Peter Blank                        | deutscher katholischer Priester                                             | 81    |            |
| 26. März | Hans Görnert                       | deutscher Politiker                                                         | 86    |            |
| 26. März | Ursula Happe                       | deutsche Schwimmerin                                                        | 94    |            |
| 26. März | Piet Hartman                       | niederländischer Kristallograph                                             | 98    |            |
| 26. März | Hossein Khodaparast                | iranischer Fußballspieler                                                   | 82    |            |
| 26. März | Lennart Larsson                    | schwedischer Skilangläufer                                                  | 91    |            |
| 26. März | Todor Nikolow                      | bulgarischer Paläontologe                                                   | 90    |            |
| 26. März | Eberhard von Olshausen             | deutscher Jurist                                                            | 83    |            |
| 26. März | Paul Polansky                      | US-amerikanischer Autor und Roma-Aktivist                                   | 79    |            |
| 26. März | John Schade                        | US-amerikanischer Biogeochemiker                                            | ?     |            |
| 26. März | Peter Smith                        | britischer Radrennfahrer                                                    | 76    |            |
| 26. März | Jürgen Sobieray                    | deutscher Fußballspieler                                                    | 70    |            |
| 26. März | Max Sterchi-Willi                  | Schweizer Sportfunktionär                                                   | 89    |            |
| 26. März | Gangolf Stocker                    | deutscher Künstler und Politiker                                            | 76    |            |
| 25. März | Stan Albeck                        | US-amerikanischer Basketballtrainer                                         | 89    |            |
| 25. März | Sándor Andorka                     | ungarischer Handballfunktionär und -schiedsrichter                          | 76    |            |
| 25. März | Bill Brock                         | US-amerikanischer Politiker                                                 | 90    |            |
| 25. März | Beverly Cleary                     | US-amerikanische Kinderbuchautorin                                          | 104   |            |
| 25. März | Peter Gottschalk                   | US-amerikanischer Wirtschaftswissenschaftler                                | 78    |            |
| 25. März | Craig „muMs“ Grant                 | US-amerikanischer Slampoet und Schauspieler                                 | 52    |            |
| 25. März | Syarwan Hamid                      | indonesischer Politiker und Militär                                         | 77    |            |
| 25. März | Preben Maegaard                    | dänischer Energie-Experte                                                   | 85    |            |
| 25. März | Erika Marjaš                       | jugoslawische Balletttänzerin                                               | 79    |            |
| 25. März | Richard Marsina                    | tschechoslowakischer Historiker                                             | 97    |            |
| 25. März | Larry McMurtry                     | US-amerikanischer Schriftsteller                                            | 84    |            |
| 25. März | Roman Micał                        | polnischer Hockeyspieler                                                    | 82    |            |
| 25. März | Konrad Nabel                       | deutscher Politiker                                                         | 70    |            |
| 25. März | Uta Ranke-Heinemann                | deutsche Theologin und Autorin                                              | 93    |            |
| 25. März | Bertrand Tavernier                 | französischer Filmregisseur                                                 | 79    |            |
| 25. März | Randy Tate                         | US-amerikanischer Baseballspieler                                           | 68    |            |
| 25. März | Miha Tišler                        | jugoslawischer Chemiker                                                     | 94    |            |
| 24. März | Hamdan bin Raschid Al Maktum       | arabischer Scheich                                                          | 75    |            |
| 24. März | Aleksandar Anđelić                 | jugoslawischer Eishockeyspieler und -trainer                                | 80    |            |
| 24. März | Jean Baudlot                       | französischer Komponist und Sänger                                          | 74    |            |
| 24. März | Uldis Bērziņš                      | lettischer Dichter und Übersetzer                                           | 76    |            |
| 24. März | Enrique Chazarreta                 | argentinischer Fußballspieler                                               | 73    |            |
| 24. März | Morris Dickstein                   | US-amerikanischer Literatur- und Kulturwissenschaftler                      | 81    |            |
| 24. März | Jean-Jacques Hegg                  | Schweizer Politiker und Journalist                                          | 90    |            |
| 24. März | Diethelm Hoffmann                  | deutscher Architekt                                                         | 85    |            |
| 24. März | Siegfried Hünig                    | deutscher Chemiker                                                          | 99    |            |
| 24. März | Rudolf Kelterborn                  | Schweizer Komponist                                                         | 89    |            |
| 24. März | Toshihiko Koga                     | japanischer Judoka                                                          | 53    |            |
| 24. März | Camille Liénard                    | belgischer Bobfahrer                                                        | 86    |            |
| 24. März | Hans Müller-Deck                   | deutscher Judoka und Sportwissenschaftler                                   | 84    |            |
| 24. März | Ezra Ted Newman                    | US-amerikanischer Physiker                                                  | 91    |            |
| 24. März | Bob Plager                         | kanadischer Eishockeyspieler und -trainer                                   | 78    |            |
| 24. März | Johannes Werner Schmidt            | deutscher Verwaltungsbeamter                                                | 87    |            |
| 24. März | Tamás Sudár                        | ungarischer Skispringer                                                     | 79    |            |
| 24. März | Jessica Walter                     | US-amerikanische Schauspielerin                                             | 80    |            |
| 23. März | Corinne Chapelle                   | französisch-US-amerikanische Violinistin                                    | 44    |            |
| 23. März | William A. Gamson                  | US-amerikanischer Soziologe                                                 | 87    |            |
| 23. März | Edmund Gettier                     | US-amerikanischer Philosoph                                                 | 93    |            |
| 23. März | Tony Greaves, Baron Greaves        | britischer Politiker                                                        | 78    |            |
| 23. März | Roland Grünberg                    | französischer Künstler und Festivalbegründer                                | 88    |            |
| 23. März | Hana Hegerová                      | slowakische Sängerin und Schauspielerin                                     | 89    |            |
| 23. März | Reinhart Hevicke                   | deutscher Maler und Buchillustrator                                         | 71    |            |
| 23. März | Ivan Mužić                         | jugoslawischer bzw. kroatischer Publizist                                   | 86    |            |
| 23. März | Patrick O’Connell                  | US-amerikanischer Aktivist                                                  | 67    |            |
| 23. März | Jesús Pérez                        | spanisch-bolivianischer Erzbischof                                          | 84    |            |
| 23. März | Metod Pirih                        | jugoslawischer bzw. slowenischer Bischof                                    | 86    |            |
| 23. März | Julie Pomagalski                   | französische Snowboarderin                                                  | 40    |            |
| 23. März | Gisela Schäfer                     | deutsche Internistin                                                        | 96    |            |
| 23. März | George Segal                       | US-amerikanischer Schauspieler                                              | 87    |            |
| 23. März | Houston Tumlin                     | US-amerikanischer Schauspieler                                              | 28    |            |
| 23. März | Irena Vrkljan                      | jugoslawisch- bzw. kroatisch-deutsche Schriftstellerin                      | 90    |            |
| 23. März | Granville Waiters                  | US-amerikanischer Basketballspieler                                         | 60    |            |
| 23. März | Gerhard Winkler                    | deutscher Wirtschaftswissenschaftler                                        | 96    |            |
| 23. März | Karl-Theodor Zauzich               | deutscher Ägyptologe und Demotist                                           | 81    |            |
| 22. März | Elgin Baylor                       | US-amerikanischer Basketballspieler                                         | 86    |            |
| 22. März | Dušan Čamprag                      | jugoslawischer bzw. serbischer Agrarwissenschaftler und Entomologe          | 96    |            |
| 22. März | Johnny Dumfries                    | britischer Automobilrennfahrer                                              | 62    |            |
| 22. März | Herbert Friedlein                  | deutscher Politiker                                                         | 84    |            |
| 22. März | Karl Fuchs                         | deutscher Geophysiker                                                       | 89    |            |
| 22. März | Antje Hadler                       | deutsche Organisationspsychologin und Verlegerin                            | 63    |            |
| 22. März | Pierick Houdy                      | französisch-kanadischer Komponist                                           | 92    |            |
| 22. März | Dietrich Löffler                   | deutscher Literaturwissenschaftler                                          | 85    |            |
| 22. März | Tatjana Lolowa                     | bulgarische Schauspielerin                                                  | 87    |            |
| 22. März | Witali Margelow                    | russischer Geheimdienstler und Politiker                                    | 79    |            |
| 22. März | Helmut Orphal                      | deutscher Geistlicher                                                       | ≈94   |            |
| 22. März | Winfried Schich                    | deutscher Historiker                                                        | 83    |            |
| 22. März | Peter Wimberger                    | österreichischer Kammersänger                                               | 80    |            |
| 22. März | Frank Worthington                  | englischer Fußballspieler                                                   | 72    |            |
| 22. März | May Wynn                           | US-amerikanische Schauspielerin                                             | 93    |            |
| 21. März | Akio Arakawa                       | japanisch-US-amerikanischer Meteorologe                                     | 93    |            |
| 21. März | Ernst Cloer                        | deutscher Erziehungswissenschaftler                                         | 81    |            |
| 21. März | Jim Cora                           | US-amerikanischer Mitarbeiter des Disney-Konzerns                           | 83    |            |
| 21. März | Herbert Gutfreund                  | britischer Biochemiker                                                      | 99    |            |
| 21. März | Hans Humpa                         | deutscher Fußballspieler                                                    | 81    |            |
| 21. März | Trisutji Kamal                     | indonesischer Komponistin und Musikpädagogin                                | 84    |            |
| 21. März | Kim Young-gwan                     | südkoreanischer Admiral und Diplomat                                        | 95    |            |
| 21. März | Guy-Brice Parfait Kolélas          | kongolesischer Politiker                                                    | ≈62   |            |
| 21. März | Sharon Matola                      | belizische Biologin und Zoodirektorin                                       | 66    |            |
| 21. März | Robert McKnight                    | kanadischer Eishockeyspieler                                                | 83    |            |
| 21. März | Muchtar Pakpahan                   | indonesischer Anwalt und Gewerkschafter                                     | 67    |            |
| 21. März | René Pillot                        | französischer Schriftsteller und Schauspieler                               | 81    |            |
| 21. März | Moraldo Rossi                      | italienischer Drehbuchautor und Filmregisseur                               | 94    |            |
| 21. März | Nawal El Saadawi                   | ägyptische Schriftstellerin, Feministin und Menschenrechtlerin              | 89    |            |
| 21. März | Gian Paolo Salvini                 | italienischer Ordensgeistlicher und Publizist                               | 85    |            |
| 21. März | Peter Schubert                     | deutscher Maler                                                             | 92    |            |
| 21. März | Götz Schweighöfer                  | deutscher Theaterschauspieler                                               | 61    |            |
| 21. März | Jeffrey G. Smith                   | US-amerikanischer Generalleutnant                                           | 99    |            |
| 21. März | Karin Strenz                       | deutsche Politikerin                                                        | 53    |            |
| 21. März | Peter J. van Soest                 | US-amerikanischer Agrarwissenschaftler                                      | 91    |            |
| 21. März | Adam Zagajewski                    | polnischer Lyriker und Essayist                                             | 75    |            |
| 20. März | Rolf Birk                          | deutscher Jurist                                                            | 82    |            |
| 20. März | Lawrence F. Dahl                   | US-amerikanischer Chemiker                                                  | 91    |            |
| 20. März | Buddy Deppenschmidt                | US-amerikanischer Schlagzeuger                                              | 85    |            |
| 20. März | Taryn Fiebig                       | australische Opernsängerin                                                  | 49    |            |
| 20. März | Else Hammerich                     | dänische Politikerin                                                        | 84    |            |
| 20. März | Milan Hurtala                      | tschechoslowakischer Ruderer                                                | 74    |            |
| 20. März | Klaus Kinold                       | deutscher Architekturfotograf                                               | 81    |            |
| 20. März | Kuo-Nan Liou                       | taiwanisch-US-amerikanischer Meteorologe                                    | 76    |            |
| 20. März | Peter Lorimer                      | schottischer Fußballspieler                                                 | 74    |            |
| 20. März | Jewgeni Nesterenko                 | sowjetischer bzw. russischer Opernsänger                                    | 83    |            |
| 20. März | Nguyễn Huy Thiệp                   | vietnamesischer Schriftsteller                                              | 70    |            |
| 20. März | Georges Rieu                       | französischer Journalist und Comicautor                                     | ≈86   |            |
| 20. März | Jefim Rotstein                     | deutscher Schachspieler                                                     | 87    |            |
| 20. März | Dale E. Wolf                       | US-amerikanischer Politiker                                                 | 96    |            |
| 19. März | Luis Armando Bambarén Gastelumendi | peruanischer Bischof                                                        | 93    |            |
| 19. März | Antonio Bermúdez Manzano           | spanischer Flamenco-Tänzer                                                  | 81    |            |
| 19. März | Thomas Cavalier-Smith              | britischer Biologe                                                          | 78    |            |
| 19. März | Jordi Cornet                       | spanischer Politiker                                                        | 55    |            |
| 19. März | Katherine Diaz                     | salvadorianische Surferin                                                   | 22    |            |
| 19. März | Klaus Ender                        | deutscher Fotograf und Buchautor                                            | 81    |            |
| 19. März | Margie Evans                       | US-amerikanische Blues- und Gospel-Sängerin                                 | 81    |            |
| 19. März | Peter Fichna                       | österreichischer Moderator und Nachrichtensprecher                          | 89    |            |
| 19. März | Umberto Gandini                    | italienischer Journalist und Schriftsteller                                 | 85    |            |
| 19. März | Volker Jäger                       | deutscher Chemiker                                                          | 78    |            |
| 19. März | János Kárpáti                      | ungarischer Musikwissenschaftler                                            | 88    |            |
| 19. März | Melvin L. Kohn                     | US-amerikanischer Soziologe                                                 | 92    |            |
| 19. März | František Panchártek               | tschechoslowakischer Eishockeyspieler                                       | 74    |            |
| 19. März | Jeffrey R. Parsons                 | US-amerikanischer Anthropologe, Archäologe und Museumsdirektor              | 81    |            |
| 19. März | Muhammad Ali Sabuni                | syrischer islamischer Rechtsgelehrter                                       | 91    |            |
| 19. März | Margret Steenfatt                  | deutsche Schriftstellerin                                                   | 86    |            |
| 19. März | John G. Topliss                    | britischer Chemiker                                                         | 90    |            |
| 19. März | Eckhard Wemhöner                   | deutscher Pferdesportrichter und -funktionär                                | 62    |            |
| 19. März | Budge Wilson                       | kanadische Schriftstellerin                                                 | 93    |            |
| 18. März | Luis Bedoya Reyes                  | peruanischer Politiker                                                      | 102   |            |
| 18. März | J. Michael Boardman                | US-amerikanischer Mathematiker                                              | 83    |            |
| 18. März | Kevin Bradshaw                     | australischer Radsportler                                                   | 63    |            |
| 18. März | Stephen Brown                      | britischer Journalist                                                       | 57    |            |
| 18. März | Hermann Flaschka                   | österreichisch-US-amerikanischer theoretischer Physiker und Mathematiker    | 75    |            |
| 18. März | Richard Gilliland                  | US-amerikanischer Schauspieler                                              | 71    |            |
| 18. März | Paul Jackson                       | US-amerikanischer Fusion-Bassist                                            | 73    |            |
| 18. März | Bruce Mallen                       | kanadischer Filmproduzent                                                   | 83    |            |
| 18. März | Elsa Peretti                       | italienische Schmuckdesignerin und Philanthropin                            | 80    |            |
| 18. März | Jerzy Prokopiuk                    | polnischer Anthroposoph, Autor und Übersetzer                               | 89    |            |
| 18. März | Karl-Heinz Schönefeld              | deutscher Orgelbauer                                                        | 83    |            |
| 18. März | Ilse Seibold                       | deutsche Paläontologin und Wissenschaftshistorikerin                        | 95    | , Seite 11 |
| 18. März | Michael Stolleis                   | deutscher Rechtswissenschaftler                                             | 79    |            |
| 17. März | Gerhard Augustin                   | deutscher DJ, Musikproduzent und Autor                                      | 79    |            |
| 17. März | Jacques Frantz                     | französischer Schauspieler und Synchronsprecher                             | 73    |            |
| 17. März | Antón García Abril                 | spanischer Komponist und Musikpädagoge                                      | 87    |            |
| 17. März | Kristian Gullichsen                | finnischer Architekt                                                        | 88    |            |
| 17. März | Adam Jagła                         | polnischer Radrennfahrer                                                    | 75    |            |
| 17. März | Gert Klingenschmitt                | deutscher Sprachwissenschaftler                                             | 80    |            |
| 17. März | John Magufuli                      | tansanischer Politiker                                                      | 61    |            |
| 17. März | Era Milivojević                    | jugoslawischer bzw. serbischer Konzeptkünstler                              | 76    |            |
| 17. März | Freddie Redd                       | US-amerikanischer Jazzpianist                                               | 92    |            |
| 17. März | Vincente Rojo                      | mexikanischer Künstler                                                      | 89    |            |
| 17. März | Ulisses dos Santos                 | brasilianischer Leichtathlet                                                | 91    |            |
| 17. März | Hermann-Josef Venetz               | Schweizer Theologe                                                          | 82    |            |
| 17. März | Giselle Vesco                      | deutsche Schauspielerin                                                     | 95    |            |
| 16. März | Moudud Ahmed                       | bangladeschischer Politiker                                                 | 80    |            |
| 16. März | Franz Josef Bischel                | deutscher Politiker                                                         | 82    |            |
| 16. März | Jolanta Brach-Czaina               | polnische Philosophin                                                       | ?     |            |
| 16. März | Ombretta Fumagalli Carulli         | italienische Juristin                                                       | 77    |            |
| 16. März | Aarón Gamal                        | mexikanischer Fußballspieler                                                | 62    |            |
| 16. März | Líviusz Gyulai                     | ungarischer Grafiker                                                        | 83    |            |
| 16. März | Jan Peter Heyne                    | deutscher Schauspieler                                                      | 72    |            |
| 16. März | Henry Kolowrat                     | US-amerikanischer Fechter                                                   | 87    |            |
| 16. März | Erhan Önal                         | türkischer Fußballspieler                                                   | 63    |            |
| 16. März | David Dias Pimentel                | brasilianischer Bischof                                                     | 79    |            |
| 16. März | Götz Rohwer                        | deutscher Sozialwissenschaftler                                             | 73    |            |
| 16. März | Sabine Schmitz                     | deutsche Rennfahrerin und Moderatorin                                       | 51    |            |
| 16. März | Turi Simeti                        | italienischer Maler                                                         | 91    |            |
| 16. März | Josef Zähringer                    | deutscher Mediziner                                                         | 73    |            |
| 15. März | Emilio Arvelo                      | venezolanischer Sänger und Komponist                                        | 85    |            |
| 15. März | Neil Ashcroft                      | britischer Physiker                                                         | 82    |            |
| 15. März | Stephen Bechtel Jr.                | US-amerikanischer Unternehmer                                               | 95    |            |
| 15. März | Jim Dornan                         | britischer Mediziner                                                        | 73    |            |
| 15. März | Dragoljub Đuričić                  | jugoslawischer bzw. montenegrinischer Schlagzeuger                          | 68    |            |
| 15. März | Vladimír Feix                      | tschechischer Manager                                                       | 88    |            |
| 15. März | Frances Degen Horowitz             | US-amerikanische Psychologin                                                | 88    |            |
| 15. März | Yaphet Kotto                       | US-amerikanischer Schauspieler                                              | 81    |            |
| 15. März | Gerard Alfons Kusz                 | polnischer Bischof                                                          | 81    |            |
| 15. März | Taşkın Oymacı                      | türkischer Sozialarbeiter                                                   | 82    |            |
| 15. März | Michal Polák                       | tschechoslowakischer Musiker                                                | 77    |            |
| 15. März | Wolfgang Sotill                    | österreichischer Theologe, Autor und Journalist                             | 64    |            |
| 14. März | Drutmar Cremer                     | deutscher Schriftsteller, Verleger und Theologe                             | 91    |            |
| 14. März | Ray Cullen                         | kanadischer Eishockeyspieler                                                | 79    |            |
| 14. März | Taylor Dee                         | US-amerikanische Country-Sängerin                                           | 33    |            |
| 14. März | Henry Darrow                       | US-amerikanischer Schauspieler                                              | 87    |            |
| 14. März | Suzanne Edwards                    | US-amerikanische Schwimmerin                                                | 95    |            |
| 14. März | Lester Francel                     | kolumbianischer Gewichtheber                                                | 70    |            |
| 14. März | Helena Fuchsová                    | tschechische Leichtathletin                                                 | 55    |            |
| 14. März | Māris Grīnblats                    | lettischer Politiker                                                        | 66    |            |
| 14. März | Michael Gunder                     | kanadisch-neuseeländischer Stadtplanungstheoretiker                         | 67    |            |
| 14. März | Heino Hallhuber                    | deutscher Tänzer, Choreograph und Schauspieler                              | 93    |            |
| 14. März | Friedrich Meyer-Oertel             | deutscher Opernregisseur                                                    | 84    |            |
| 14. März | Paul Ri Moun-hi                    | südkoreanischer Erzbischof                                                  | 85    |            |
| 14. März | Thione Seck                        | senegalesischer Musiker                                                     | 66    |            |
| 14. März | Jutta Stender-Vorwachs             | deutsche Rechtswissenschaftlerin                                            | 66    |            |
| 14. März | Wilhelm Freiherr von Waldenfels    | deutscher Physiker und Mathematiker                                         | 89    |            |
| 14. März | Reggie Warren                      | US-amerikanischer R&B-Sänger                                                | 52    |            |
| 14. März | Swain Wolfe                        | US-amerikanischer Schriftsteller und Filmemacher                            | 82    |            |
| 14. März | Klaus Zeige                        | deutscher Toningenieur und Tonmeister                                       | 81    |            |
| 13. März | Gerd Biehl                         | deutscher Orthopäde                                                         | 81    |            |
| 13. März | Josip Božičević                    | jugoslawischer bzw. kroatischer Verkehrswissenschaftler und Politiker       | 91    |            |
| 13. März | Alken Bruns                        | deutscher Übersetzer, Skandinavist und Historiker                           | 76    |            |
| 13. März | Raoul Casadei                      | italienischer Musiker                                                       | 83    |            |
| 13. März | Giovanni Gastel                    | italienischer Fotograf                                                      | 65    |            |
| 13. März | Franz Gruber                       | deutscher Politiker                                                         | 85    |            |
| 13. März | Marvelous Marvin Hagler            | US-amerikanischer Boxer                                                     | 66    |            |
| 13. März | Berndt Hörner                      | deutscher Ingenieurwissenschaftler                                          | 78    |            |
| 13. März | Mamour Jobe                        | gambischer Polizeipräsident                                                 | ≈61   |            |
| 13. März | Karl-Heinz Kago                    | deutscher Unternehmer                                                       | 79    |            |
| 13. März | Manfred Kraus                      | deutscher Zoologe                                                           | 92    |            |
| 13. März | Hans-Werner Loeck                  | deutscher Diplomat                                                          | 96    |            |
| 13. März | Mark Lubotsky                      | russischer Geiger                                                           | 89    |            |
| 13. März | Roger Maes                         | belgischer Volleyballspieler                                                | 77    |            |
| 13. März | Ursula Mattheuer-Neustädt          | deutsche Künstlerin                                                         | 94    |            |
| 13. März | Adalbert Meier                     | deutscher Kirchenmusiker                                                    | 95    |            |
| 13. März | Kiyoko Ono                         | japanische Turnerin und Politikerin                                         | 85    |            |
| 13. März | Klaus Popa                         | deutscher Historiker                                                        | 69    |            |
| 13. März | Nikola Spiridonow                  | bulgarischer Schachspieler                                                  | 83    |            |
| 13. März | Gisela Stappert                    | deutsche Ethnologin                                                         | 61    |            |
| 13. März | Michael Stein                      | deutscher Schlagersänger                                                    | 70    |            |
| 13. März | Vaclovas Volkovas                  | litauischer Politiker                                                       | 74    |            |
| 13. März | Murray Walker                      | britischer Motorsportkommentator                                            | 97    |            |
| 12. März | Gérard Aygoui                      | französischer Fußballspieler                                                | 84    |            |
| 12. März | Harry Berger                       | US-amerikanischer Literatur- und Kunsthistoriker                            | 96    |            |
| 12. März | Ismail Bhamjee                     | botswanischer Fußball- und Sportfunktionär                                  | 77    |            |
| 12. März | Piero Bordin                       | österreichischer Theatermacher                                              | 73    |            |
| 12. März | Wolfgang Bretschneider             | deutscher Priester und Kirchenmusiker                                       | 79    |            |
| 12. März | Dara Čalenić                       | jugoslawische Schauspielerin                                                | 86    |            |
| 12. März | Chinmayo                           | deutscher Maler, Objektkünstler und Schriftsteller                          | 84    |            |
| 12. März | Ronald DeFeo                       | US-amerikanischer Serienmörder                                              | 69    |            |
| 12. März | Volker Frerich                     | deutscher Metal-Sänger                                                      | 51    |            |
| 12. März | Jürgen Gerlach                     | deutscher Handballtrainer                                                   | 74    |            |
| 12. März | Ewgeni Golowinski                  | bulgarischer Biochemiker                                                    | 86    |            |
| 12. März | Heinz-Albert Heindrichs            | deutscher Lyriker, Märchenforscher, Zeichner und Komponist                  | 90    |            |
| 12. März | Rainer Kallmann                    | deutscher Politiker                                                         | 79    |            |
| 12. März | Albrecht von Linde                 | deutscher Unternehmer                                                       | 76    |            |
| 12. März | Andrew Majda                       | US-amerikanischer Mathematiker                                              | 72    |            |
| 12. März | Gisa Marschefski                   | deutsche Antifaschistin                                                     | 82    |            |
| 12. März | Konrad Noben-Trauth                | deutscher Mikrobiologe und Jurist                                           | 61    |            |
| 12. März | Luis Ramos                         | uruguayischer Fußballspieler                                                | 81    |            |
| 12. März | Ivo Trumbić                        | jugoslawischer Wasserballspieler                                            | 85    |            |
| 12. März | Reinhold Ulonska                   | deutscher Geistlicher und Kirchenfunktionär                                 | 89    |            |
| 12. März | Goodwill Zwelithini kaBhekuzulu    | südafrikanischer Zulukönig                                                  | 72    |            |
| 11. März | Halit Edip Başer                   | türkischer General                                                          | 79    |            |
| 11. März | Ray Campi                          | US-amerikanischer Rockabilly-Sänger und Kontrabassspieler                   | 86    |            |
| 11. März | Adrian Drăgănoiu                   | rumänischer Fußballspieler                                                  | 50    |            |
| 11. März | Petar Fajfrić                      | jugoslawischer bzw. serbischer Handballspieler und -trainer                 | 79    |            |
| 11. März | Theo Gantner                       | Schweizer Volkskundler                                                      | 90    |            |
| 11. März | J. P. Love                         | Schweizer Moderator, Musiker und Pornodarsteller                            | 60    |            |
| 11. März | Isidore Mankofsky                  | US-amerikanischer Kameramann                                                | 89    |            |
| 11. März | G.W. Mercier                       | US-amerikanischer Kostümbildner                                             | 66    |            |
| 11. März | Luis Palau                         | argentinisch-US-amerikanischer Evangelist und Prediger                      | 86    |            |
| 11. März | Peter Patzak                       | österreichischer Filmregisseur                                              | 76    |            |
| 11. März | Mauro Aparecido dos Santos         | brasilianischer Erzbischof                                                  | 66    |            |
| 11. März | Marlis Schwenk                     | deutsche Politikerin                                                        | 76    |            |
| 11. März | Norman J. Warren                   | britischer Filmregisseur, Filmeditor und Kameramann                         | 78    |            |
| 10. März | Bruce Abel                         | US-amerikanischer Sänger                                                    | 84    |            |
| 10. März | Hamed Bakayoko                     | ivorischer Politiker                                                        | 56    |            |
| 10. März | Manuel Saturnino da Costa          | guinea-bissauischer Politiker                                               | 78    |            |
| 10. März | János Gonda                        | ungarischer Jazzpianist                                                     | 89    |            |
| 10. März | Ingtraud Görland                   | deutsche Philosophin                                                        | 87    |            |
| 10. März | Roger LeB. Hooke                   | US-amerikanischer Glaziologe und Geomorphologe                              | 82    |            |
| 10. März | Jiří Kimla                         | tschechischer Schriftsteller                                                | 73    |            |
| 10. März | Per Kleppe                         | norwegischer Politiker                                                      | 97    |            |
| 10. März | Robert Kurshan                     | US-amerikanischer Informatiker                                              | ≈77   |            |
| 10. März | Lee Chiong Giam                    | singapurischer Politiker                                                    | 79    |            |
| 10. März | Ljudmila Ljadowa                   | sowjetische bzw. russische Pianistin, Sängerin und Komponistin              | 95    |            |
| 10. März | Robert Middlekauff                 | US-amerikanischer Historiker                                                | 91    |            |
| 10. März | Ali Mahdi Mohammed                 | somalischer Politiker und Warlord                                           | ≈81   |            |
| 10. März | George Ōtsuka                      | japanischer Jazzmusiker                                                     | 82    |            |
| 10. März | Henryk Rozmiarek                   | polnischer Handballspieler                                                  | 72    |            |
| 10. März | Ulf Scharlau                       | deutscher Musikwissenschaftler                                              | 77    |            |
| 10. März | Jan Vodňanský                      | tschechischer Schriftsteller und Liedermacher                               | 79    |            |
| 10. März | David Wolfson                      | britischer Politiker                                                        | 85    |            |
| 10. März | W. Edgar Yates                     | britischer Germanist und Theaterwissenschaftler                             | 82    |            |
| 9. März  | Philip A. Allen                    | britischer Geologe                                                          | 67    |            |
| 9. März  | Agustín Balbuena                   | argentinischer Fußballspieler                                               | 75    |            |
| 9. März  | Freddy Birset                      | belgischer Sänger                                                           | 73    |            |
| 9. März  | Werner Bohndorf                    | deutscher Mediziner                                                         | 94    |            |
| 9. März  | Lothar zu Dohna                    | deutscher Historiker                                                        | 96    |            |
| 9. März  | Richard Driehaus                   | US-amerikanischer Unternehmer und Philanthrop                               | 78    |            |
| 9. März  | Hans-Christian Gabrielsen          | norwegischer Gewerkschaftler                                                | 53    |            |
| 9. März  | Jhon Jarrín                        | ecuadorianischer Radsportler                                                | 59    |            |
| 9. März  | Robert „Rio“ Korn                  | deutscher Punk-Sänger                                                       | 52    |            |
| 9. März  | Walter LaFeber                     | US-amerikanischer Historiker                                                | 87    |            |
| 9. März  | James Levine                       | US-amerikanischer Dirigent und Pianist                                      | 77    |            |
| 9. März  | Günther Lindner                    | deutscher Puppenspieler, -bauer und Theatermacher                           | 73    |            |
| 9. März  | Erling Lorentzen                   | norwegisch-brasilianischer Reeder und Industrieller                         | 98    |            |
| 9. März  | Biff McGuire                       | US-amerikanischer Schauspieler                                              | 94    |            |
| 9. März  | Roger Mudd                         | US-amerikanischer Journalist                                                | 93    |            |
| 9. März  | Shūichi Murakami                   | japanischer Fusion- und Jazzmusiker                                         | 70    |            |
| 9. März  | Harald Ossberger                   | österreichischer Pianist und Musikpädagoge                                  | 72    |            |
| 9. März  | John Polkinghorne                  | britischer Physiker und Theologe                                            | 90    |            |
| 9. März  | Jürgen Ritter                      | deutscher Mathematiker                                                      | 78    |            |
| 9. März  | Jochen Scheibe                     | deutscher Sportmediziner                                                    | 83    |            |
| 9. März  | Inge Schneider                     | deutsche Filmeditorin                                                       | 73    |            |
| 9. März  | Cliff Simon                        | südafrikanischer Schauspieler                                               | 58    |            |
| 9. März  | Len Skeat                          | britischer Jazzmusiker                                                      | 84    |            |
| 9. März  | Steven Spurrier                    | britischer Weinkritiker und Weinhändler                                     | 79    |            |
| 9. März  | Klaus Stadtmüller                  | deutscher Schriftsteller und Herausgeber                                    | 79    |            |
| 9. März  | Josy Stoffel                       | luxemburgischer Turner                                                      | 92    |            |
| 9. März  | Harald Stumpf                      | deutscher Physiker                                                          | 93    |            |
| 9. März  | Tommy Troelsen                     | dänischer Fußballspieler und Fernsehmoderator                               | 80    |            |
| 9. März  | Isela Vega                         | mexikanische Schauspielerin                                                 | 81    |            |
| 9. März  | Julius Wimmer                      | deutscher Bildhauer und Zeichner                                            | 88    |            |
| 8. März  | Josip Alebić                       | jugoslawischer Leichtathlet                                                 | 74    |            |
| 8. März  | David M. Brink                     | australisch-britischer Physiker                                             | 90    |            |
| 8. März  | Rhéal Cormier                      | kanadischer Baseballspieler                                                 | 53    |            |
| 8. März  | Norbert Dill                       | deutscher Rhönradturner                                                     | 82    |            |
| 8. März  | Leon Gast                          | US-amerikanischer Regisseur, Produzent und Fotograf                         | 85    |            |
| 8. März  | Norton Juster                      | US-amerikanischer Architekt und Autor                                       | 91    |            |
| 8. März  | James Mac Gaw                      | schottischer Fusionmusiker                                                  | 52    |            |
| 8. März  | Cornelius Petrus Mayer             | deutscher Theologe und Augustinus-Forscher                                  | 91    |            |
| 8. März  | Rafael Palmero                     | spanischer Bischof                                                          | 84    |            |
| 8. März  | Trevor Peacock                     | britischer Schauspieler, Theaterschaffender, Drehbuchautor und Songwriter   | 89    |            |
| 8. März  | Mauricio Rosenmann Taub            | chilenischer Komponist und Schriftsteller                                   | 88    |            |
| 8. März  | Anshuman Singh                     | indischer Jurist und Politiker                                              | 85    |            |
| 8. März  | Sergei Wladimirowitsch Sokolow     | sowjetischer Sprinter                                                       | 58    |            |
| 8. März  | Mark Whitecage                     | US-amerikanischer Jazzmusiker                                               | 83    |            |
| 8. März  | Julien-François Zbinden            | Schweizer Komponist und Jazzpianist                                         | 103   |            |
| 8. März  | Zhao Ping-Guo                      | chinesischer Pianist                                                        | 86    |            |
| 7. März  | Mordechai Bar-On                   | israelischer Politiker                                                      | 92    |            |
| 7. März  | Dmitri Baschkirow                  | russischer Pianist                                                          | 89    |            |
| 7. März  | Wolfgang A. Bienert                | deutscher Theologe                                                          | 81    |            |
| 7. März  | Hartmut de Corné                   | deutscher Architekt                                                         | 81    |            |
| 7. März  | Olivier Dassault                   | französischer Unternehmer und Politiker                                     | 69    |            |
| 7. März  | Janis Dowd                         | US-amerikanische Schwimmerin                                                | 62    |            |
| 7. März  | Miroslav Homen                     | jugoslawischer bzw. kroatischer Dirigent                                    | 80    |            |
| 7. März  | Sanja Ilić                         | serbischer Komponist und Musiker                                            | 69    |            |
| 7. März  | Josky Kiambukuta                   | kongolesischer Musiker                                                      | 72    |            |
| 7. März  | Klemens Lipus                      | deutscher Politiker                                                         | 79    |            |
| 7. März  | Jacek Łukasiewicz                  | polnischer Lyriker und Essayist                                             | 86    |            |
| 7. März  | Olga Orman                         | arubisch-niederländische Erzählerin und Lyrikerin                           | 77    |            |
| 7. März  | Gicu Petrache                      | rumänischer Sänger und Gitarrist                                            | 64    |            |
| 7. März  | Lars-Göran Petrov                  | schwedischer Metal-Sänger                                                   | 49    |            |
| 7. März  | Rudolf L. Schreiber                | deutscher Publizist und Unternehmensberater                                 | 80    |            |
| 7. März  | Rudolf Schwarte                    | deutscher Ingenieur                                                         | 82    |            |
| 7. März  | Frank Thorne                       | US-amerikanischer Comiczeichner                                             | 90    |            |
| 7. März  | Hans-Dieter Vogel                  | deutscher politischer Beamter                                               | 87    |            |
| 7. März  | Günther Wildenhain                 | deutscher Mathematiker                                                      | 83    |            |
| 6. März  | Franco Acosta                      | uruguayischer Fußballspieler                                                | 25    |            |
| 6. März  | Robert L. Baldwin                  | US-amerikanischer Biochemiker                                               | 93    |            |
| 6. März  | Katja Behrens                      | deutsche Schriftstellerin, Übersetzerin und Lektorin                        | 78    |            |
| 6. März  | Joaquin Bernas                     | philippinischer Ordensgeistlicher, Staatsrechtler und Universitätspräsident | 88    |            |
| 6. März  | Renée Doria                        | französische Opernsängerin                                                  | 100   |            |
| 6. März  | Bernhard Fell                      | deutscher Chemiker                                                          | 91    |            |
| 6. März  | David G. Gil                       | US-amerikanischer Sozialarbeitswissenschaftler                              | 96    |            |
| 6. März  | Vilém Holáň                        | tschechischer Politiker                                                     | 82    |            |
| 6. März  | Wilhelmina Cole Holladay           | US-amerikanische Kunstsammlerin und Mäzenin                                 | 98    |            |
| 6. März  | Ivan Iveković                      | jugoslawischer bzw. kroatischer Diplomat und Politikwissenschaftler         | ≈82   |            |
| 6. März  | David Jenkins                      | US-amerikanischer Umweltingenieur                                           | 85    |            |
| 6. März  | Kurt Kloocke                       | deutscher Romanist                                                          | 84    |            |
| 6. März  | Gert Kollmer-von Oheimb-Loup       | deutscher Wirtschafts- und Sozialhistoriker                                 | 71    |            |
| 6. März  | Winfried Lampert                   | deutscher Ökologe                                                           | 79    |            |
| 6. März  | Lou Ottens                         | niederländischer Ingenieur und Erfinder                                     | 94    |            |
| 6. März  | Ute Raab                           | deutsche Theaterregisseurin und Choreografin                                | 56    |            |
| 6. März  | Hans Rauchensteiner                | deutscher Sportfotograf                                                     | 72    |            |
| 6. März  | Martin Riedlinger                  | österreichischer Publizist                                                  | 100   |            |
| 6. März  | Thomas Rogge                       | deutscher Bauingenieur und Unternehmer                                      | 88    |            |
| 6. März  | Rudolf Stambolla                   | albanischer Sänger und Schauspieler                                         | 90    |            |
| 6. März  | Karl Hermann Tjaden                | deutscher Soziologe und Politikwissenschaftler                              | 85    |            |
| 6. März  | Egil A. Wyller                     | norwegischer Philosoph                                                      | 95    |            |
| 6. März  | Nikki van der Zyl                  | deutsche Schauspielerin und Synchronsprecherin                              | 85    |            |
| 5. März  | Michèle Angirany                   | französische Skilangläuferin                                                | 95    |            |
| 5. März  | David Bailie                       | britischer Schauspieler                                                     | 83    |            |
| 5. März  | Udo Benzenhöfer                    | deutscher Medizinhistoriker                                                 | 63    |            |
| 5. März  | Werner Böcking                     | deutscher Schriftsteller                                                    | 92    |            |
| 5. März  | Jerzy Boniecki                     | polnischer Schwimmer                                                        | 88    |            |
| 5. März  | Claus-Wilhelm Canaris              | deutscher Rechtswissenschaftler                                             | 83    |            |
| 5. März  | Patrick Dupond                     | französischer Balletttänzer                                                 | 61    |            |
| 5. März  | Paul Foster                        | US-amerikanischer Schriftsteller und Theaterregisseur                       | 89    |            |
| 5. März  | Reinhold Kißling                   | deutscher Landwirt und Agrarfunktionär                                      | 94    |            |
| 5. März  | Horst Kurnitzky                    | deutscher Philosoph, Religionswissenschaftler und Architekt                 | 82    |            |
| 5. März  | Ingrid Lottenburger                | deutsche Politikerin                                                        | 87    |            |
| 5. März  | Stig Malm                          | schwedischer Gewerkschaftler                                                | 79    |            |
| 5. März  | Margarita Maslennikowa             | sowjetische Skilangläuferin                                                 | 92    |            |
| 5. März  | Pavel Oliva                        | tschechischer Holocaustüberlebender und Althistoriker                       | 97    |            |
| 5. März  | Muhammad as-Sahhaf                 | irakischer Politiker                                                        | 80    |            |
| 5. März  | Janet Sawbridge                    | britische Eiskunstläuferin                                                  | ≈74   |            |
| 5. März  | Gerda Schmidt-Panknin              | deutsche Malerin                                                            | 100   |            |
| 5. März  | Czesława Stopka                    | polnische Skilangläuferin                                                   | 83    |            |
| 5. März  | Ursula Rodel                       | Schweizer Modedesignerin                                                    | 75    |            |
| 5. März  | Harold Shapiro                     | US-amerikanischer Mathematiker                                              | 92    |            |
| 5. März  | Michael Stanley                    | US-amerikanischer Musiker und Songwriter                                    | 72    |            |
| 5. März  | Carlo Tognoli                      | italienischer Politiker                                                     | 82    |            |
| 5. März  | Roy Tucker                         | US-amerikanischer Astronom                                                  | ≈69   |            |
| 5. März  | Anton Urban                        | tschechoslowakischer Fußballspieler                                         | 87    |            |
| 5. März  | Julio César Villalta               | honduranischer Sportfunktionär                                              | ?     |            |
| 4. März  | Robert Baramow                     | bulgarischer Grafiker                                                       | ≈54   |            |
| 4. März  | Alan Cartwright                    | britischer Rockmusiker                                                      | 75    |            |
| 4. März  | Jim Crockett Jr.                   | US-amerikanischer Wrestling-Promoter                                        | 76    |            |
| 4. März  | Peter Dihm                         | deutscher Richter                                                           | 87    |            |
| 4. März  | Majid Fakhry                       | libanesischer Philosophiehistoriker                                         | 98    |            |
| 4. März  | Heinrich Walter Guggenheimer       | US-amerikanischer Mathematiker, Talmudist und Lexikograf                    | 96    |            |
| 4. März  | Zygmunt Hanusik                    | polnischer Radsportler                                                      | 76    |            |
| 4. März  | Ömer Faruk Harman                  | türkischer Theologe                                                         | ≈70   |            |
| 4. März  | Tony Hendra                        | britischer Satiriker und Schauspieler                                       | 79    |            |
| 4. März  | Helmut Henne                       | deutscher Germanist                                                         | 84    |            |
| 4. März  | Tatsuo Itoh                        | japanisch-US-amerikanischer Hochfrequenztechniker und Hochschullehrer       | 80    |            |
| 4. März  | Hugh Newell Jacobsen               | US-amerikanischer Architekt                                                 | 91    |            |
| 4. März  | Atanasije Jevtić                   | jugoslawischer bzw. serbischer Theologe und Bischof                         | 83    |            |
| 4. März  | Johannes Kert                      | estnischer Generalleutnant und Politiker                                    | 61    |            |
| 4. März  | Günter Kleinjohann                 | deutscher Architekt                                                         | 94    |            |
| 4. März  | Heinz Klevenow junior              | deutscher Schauspieler und Theaterintendant                                 | 80    |            |
| 4. März  | František Lízna                    | tschechischer Ordensgeistlicher                                             | 79    |            |
| 4. März  | Paul McMullen                      | US-amerikanischer Leichtathlet                                              | 49    |            |
| 4. März  | Mark Pavelich                      | US-amerikanischer Eishockeyspieler                                          | 63    |            |
| 4. März  | Gleb Poljakow                      | sowjetischer bzw. russischer Geologe                                        | 90    |            |
| 4. März  | Abd al-Madschid al-Qaʿud           | libyscher Politiker                                                         | 78    |            |
| 4. März  | David W. Schindler                 | US-amerikanisch-kanadischer Ökologe                                         | 80    |            |
| 4. März  | Meinhard Schuster                  | deutsch-schweizerischer Ethnologe                                           | 90    |            |
| 4. März  | Kurt Hans Staub                    | deutscher Bibliothekar                                                      | 87    |            |
| 4. März  | Jonathan Steinberg                 | US-amerikanischer Historiker                                                | 86    |            |
| 4. März  | Reinhard Welter                    | deutscher Jurist                                                            | 70    |            |
| 4. März  | Helmut Winschermann                | deutscher Oboist und Dirigent                                               | 100   |            |
| 3. März  | Medea Abrahamjan                   | armenische Cellistin                                                        | 88    |            |
| 3. März  | Tomás Altamirano Duque             | panamaischer Politiker                                                      | 93    |            |
| 3. März  | Władysław Baka                     | polnischer Wirtschaftswissenschaftler                                       | 84    |            |
| 3. März  | Heinz Blessmann                    | deutscher Ingenieur und Unternehmer                                         | 93    |            |
| 3. März  | Sérgio Eduardo Castriani           | brasilianischer Erzbischof                                                  | 66    |            |
| 3. März  | István Fehér                       | ungarischer Ringer                                                          | 66    |            |
| 3. März  | Katharina Gaus                     | deutsche Immunologin und Zellbiologin                                       | 48    |            |
| 3. März  | József Gurovits                    | ungarischer Kanute                                                          | 92    |            |
| 3. März  | Alfred Hückler                     | deutscher Industriedesigner und Designtheoretiker                           | 89    |            |
| 3. März  | Duffy Jackson                      | US-amerikanischer Jazz-Schlagzeuger                                         | 67    |            |
| 3. März  | Jerzy Limon                        | polnischer Theaterleiter, Autor und Übersetzer                              | 70    |            |
| 3. März  | Katharina Matz                     | deutsche Schauspielerin                                                     | 90    |            |
| 3. März  | Rudolf Monnerjahn                  | deutscher Politiker                                                         | 86    |            |
| 3. März  | Peter Naumann                      | deutscher Politiker und Terrorist                                           | 68    |            |
| 3. März  | Nicola Pagett                      | britische Schauspielerin                                                    | 75    |            |
| 2. März  | Chris Barber                       | britischer Jazzmusiker                                                      | 90    |            |
| 2. März  | George Fletcher Bass               | US-amerikanischer Unterwasserarchäologe                                     | 88    |            |
| 2. März  | Roland Becker                      | deutscher Politiker (CDU); MdVK, MdB                                        | 80    |            |
| 2. März  | Hermann Bünte                      | deutscher Chirurg                                                           | 90    |            |
| 2. März  | Claudio Coccoluto                  | italienischer DJ und Musikproduzent                                         | 58    |            |
| 2. März  | Werner Dörflinger                  | deutscher Politiker                                                         | 80    |            |
| 2. März  | Petra Ehlert                       | deutsche Schauspielerin                                                     | 55    |            |
| 2. März  | Peter Grosser                      | deutscher Fußballspieler und -trainer                                       | 82    |            |
| 2. März  | Nikolai Jablokow                   | sowjetischer Kriminalist                                                    | 95    |            |
| 2. März  | Svend Johansen                     | dänischer Schauspieler                                                      | 90    |            |
| 2. März  | Annemarie Kleinert-Ludwig          | deutsche Kulturhistorikerin                                                 | 74    | [ 1 ]      |
| 2. März  | Claude Lacroix                     | französischer Comiczeichner und Szenarist                                   | ≈76   |            |
| 2. März  | Radim Pařízek                      | tschechischer Schlagzeuger                                                  | 67    |            |
| 2. März  | Gil Rogers                         | US-amerikanischer Schauspieler                                              | 87    |            |
| 2. März  | Anna Shuttleworth                  | britische Cellistin                                                         | 93    |            |
| 2. März  | Anton Thuswaldner                  | österreichischer Bildhauer                                                  | 92    |            |
| 2. März  | Bunny Wailer                       | jamaikanischer Reggae-Musiker                                               | 73    |            |
| 02. März | Edward C. Waller III               | US-amerikanischer Offizier, Vizeadmiral der US-Navy                         | 95    |            |
| 1. März  | Flex-Deon Blake                    | US-amerikanischer Pornodarsteller                                           | 58    |            |
| 1. März  | Alan Bowness                       | britischer Kunsthistoriker und Museumsdirektor                              | 93    |            |
| 1. März  | Emmanuel Félémou                   | guineischer Bischof                                                         | 60    |            |
| 1. März  | Jahmil French                      | kanadischer Schauspieler                                                    | 28    |            |
| 1. März  | Annemarie von der Groeben          | deutsche Pädagogin und Schulreformerin                                      | 80    |            |
| 1. März  | Bernard Guyot                      | französischer Radsportler                                                   | 75    |            |
| 1. März  | Vladimír Heger                     | tschechoslowakischer Basketballspieler und -trainer                         | 89    |            |
| 1. März  | Antoine Hodge                      | US-amerikanischer Opernsänger                                               | 38    |            |
| 1. März  | Götz Hueck                         | deutscher Jurist und Rechtswissenschaftler                                  | 93    |            |
| 1. März  | Eleanor Jones                      | US-amerikanische Mathematikerin                                             | 91    |            |
| 1. März  | Alexander Klee                     | Schweizer Maler, Grafiker und Kunstsammler                                  | 80    |            |
| 1. März  | Zlatko Kranjčar                    | jugoslawischer bzw. kroatischer Fußballspieler und -trainer                 | 64    |            |
| 1. März  | Friedrich Kümmel                   | deutscher Philosoph und Pädagoge                                            | 87    |            |
| 1. März  | Helmut Matheis                     | deutscher Typograf, Kalligraf und Grafiker                                  | 103   |            |
| 1. März  | Andrea Nannini                     | italienischer Volleyballspieler                                             | 76    |            |
| 1. März  | Bernhard Opitz                     | deutscher Mediziner, Synodaler und Politiker                                | 84    |            |
| 1. März  | Ralph Peterson                     | US-amerikanischer Jazzmusiker                                               | 58    |            |
| 1. März  | Milenko Savović                    | jugoslawischer Basketballspieler                                            | 60    |            |
| 1. März  | Elmar Schmähling                   | deutscher Flottillenadmiral und Autor                                       | 84    |            |
| 1. März  | Shinoda Tōkō                       | japanische Künstlerin                                                       | 107   |            |
| 1. März  | Emmanuel Sigalas                   | griechischer Bischof                                                        | 67    |            |
| 1. März  | Anatolij Slenko                    | ukrainischer Politiker und Diplomat                                         | 82    |            |
| 1. März  | Ian St. John                       | schottischer Fußballspieler und -trainer                                    | 82    |            |
| 1. März  | Michail Studenezki                 | sowjetischer bzw. russischer Basketballspieler                              | 86    |            |

### Datum unbekannt
| Tag                                                       | Name                 | Beruf, bekannt als                | Alter | Beleg |
| --------------------------------------------------------- | -------------------- | --------------------------------- | ----- | ----- |
| Tod bekannt gegeben am 30. März                           | Nasar Albarjan       | sowjetischer Ringer               | 77    |       |
| tot aufgefunden am 30. März, vermisst seit September 2020 | Evelyn Sakash        | US-amerikanische Set-Designerin   | 66    |       |
| Tod bekannt gegeben am 26. März                           | Karl Jirkovsky       | österreichischer Journalist       | 74    |       |
| Tod bekannt gegeben am 24. März                           | Kim Byong-hwa        | nordkoreanischer Dirigent         | 84    |       |
| Tod bekannt gegeben am 20. März                           | Radoslav Gaćinović   | serbischer Politikwissenschaftler | 66    |       |
| Tod bekannt gegeben am 13. März                           | Hans-Werner Saalfeld | deutscher Satiriker und Graphiker | ≈67   |       |
| Tod bekannt gegeben am 11. März                           | Henry Petersen       | dänischer Manager                 | 90    |       |
| Tod bekannt gegeben am 2. März                            | Karla Wege           | deutsche Meteorologin             | 90    |       |